# سفارة اليمن في روسيا
سفارة اليمن في روسيا هي أرفع تمثيل دبلوماسي لدولة اليمن لدى روسيا. تقع السفارة في موسكو وهي تهدف لتعزيز المصالح اليمنية في روسيا.

## وصلات خارجية
- قائمة سفارات اليمن
- قائمة السفارات في روسيا